# Терружен (Сінтра)
Терружен (порт. Terrugem; МФА: [tɨ.ˈʁu.ʒɐ̃j]) — парафія в Португалії, у муніципалітеті Сінтра. Розташована в західній частині країни, на теренах історичної португальської провінції Ештремадура. Входить до складу округу Лісабон. За адміністративним поділом, чинним до 1976 року, терени парафії були складовою провінції Ештремадура. Належить до Лісабонського патріархату Католицької церкви. Патрон — святий Іван. Площа — 26,0971 км². Населення — 5113 ос. (2011). Сильно урбанізований регіон. Густота населення — 195,92 осіб/км²
. Код — 111113.

## Населення
| Кількість мешканців | Кількість мешканців | Кількість мешканців | Кількість мешканців | Кількість мешканців | Кількість мешканців | Кількість мешканців | Кількість мешканців | Кількість мешканців | Кількість мешканців | Кількість мешканців | Кількість мешканців | Кількість мешканців | Кількість мешканців | Кількість мешканців |
| ------------------- | ------------------- | ------------------- | ------------------- | ------------------- | ------------------- | ------------------- | ------------------- | ------------------- | ------------------- | ------------------- | ------------------- | ------------------- | ------------------- | ------------------- |
| 1864                | 1878                | 1890                | 1900                | 1911                | 1920                | 1930                | 1940                | 1950                | 1960                | 1970                | 1981                | 1991                | 2001                | 2011                |
| 1 292               | 1 565               | 1 571               | 1 618               | 1 702               | 1 713               | 1 753               | 1 939               | 2 201               | 2 694               | 3 029               | 4 074               | 4 361               | 4 617               | 5 113               |